# Újpest (železniční zastávka)
Újpest je železniční zastávka v Budapešti, kterou provozuje společnost Magyar Államvasutak (MÁV). V blízkosti zastávky se nachází stanice metra Újpest-városkapu na lince M3.
Zastávku obsluhují osobní vlaky linek S72, Z72 (Budapest-Nyugati pályaudvar – Piliscsaba – Esztergom) a S76 (Rákos–Piliscsaba).

## Popis zastávky
Zastávka se nachází v úseku mezi stanicemi Óbuda a Angyalföld, spolu se zastávkou Aquincum. Leží v blízkosti železničního mostu přes Dunaj. Nachází se zde jedno ostrovní nástupiště dlouhé 255 metrů.

## Historie
Zastávka vznikla až po více než deseti letech, co byla zdejší trať v provozu. Podnět k jejímu zřízení podala tehdy samostatná obec Újpest dne 27. září 1906. Výstavba zastávky byla schválena v roce 1908, v neděli 1. května 1910 pak došlo k jejímu zprovoznění.
Od 70. let 20. století město plánovalo v oblasti výstavbu metra, s čímž souvisela přestavba zastávky, na kterou stát vyčlenil 130 milionů forintů. Ke zprovoznění úseku linky M3 mezi stanicemi Göncz Árpád városközpont (do roku 2020 Árpád híd) a Újpest-központ došlo v roce 1990.
Již v době přestavby bylo nástupiště zastávky navrženo tak, aby u něj mohla být v případě potřeby dobudována druhá kolej. Ke zdvoukololejnění trati došlo v letech 2016–2017, od té doby jsou v zastávce dvě nástupní hrany.